# 摩爾達維亞蘇維埃社會主義共和國國旗
摩爾達維亞蘇維埃社會主義共和國國旗（俄语：Флаг Молдавской ССР）是蘇聯加盟共和國摩爾達維亞蘇維埃社會主義共和國所使用的國旗。最後一版的國旗啟用於1952年1月31日。旗中間有一道綠色帶，佔旗高四分之一。绿色象征着德涅斯特河。紅—綠—紅色帶比例為3：2：3。
第一版國旗啟用於1941年，紅旗左上角的鐮刀和錘子圖案上方以襯線體西里爾字母書以國名的縮寫。1991年后，自行独立的德涅斯特河沿岸摩尔达维亚共和国沿用摩尔达维亚苏维埃社会主义共和国的国旗。

### 历史旗帜列表

#### 摩爾達維亞蘇維埃社會主義自治共和國

摩尔达维亚苏维埃社会主义自治共和国（1925－1932）
摩尔达维亚苏维埃社会主义自治共和国（1937－1938）
摩尔达维亚苏维埃社会主义自治共和国（1938-1940）

#### 摩爾達維亞蘇維埃社會主義共和國

摩尔达维亚苏维埃社会主义共和国（1952-1990）
摩尔达维亚苏维埃社会主义共和国（1990）

### 其他版本旗帜

摩尔达维亚苏维埃社会主义共和国（1990—1991，加国徽版本）
摩尔达维亚苏维埃社会主义共和国（1990—1991）
作为摩尔达维亚苏维埃社会主义共和国国旗（1990-1991） 作为摩尔多瓦共和国国旗（1991—）